# ویکتور منا (بازیکن فوتبال زاده ۱۹۹۵)
ویکتور منا (انگلیسی: Víctor Mena؛ زادهٔ ۲۴ فوریهٔ ۱۹۹۵) بازیکن فوتبال اهل اسپانیا است.